# CCCF
La Confederación Centroamericana y del Caribe de Fútbol (it. Confederazione Calcistica del Centro America e dei Caraibi), meglio nota con la sigla CCCF, fu fondata nel 1938 e fu l'antesignana della CONCACAF come organo direttivo del calcio nel Centro America e nei Caraibi fino al 1961, anno in cui si unì con la NAFC per formare la CONCACAF.

## Squadre affiliate
Centro America
- Costa Rica
- El Salvador
- Guatemala
- Honduras
- Nicaragua
- Panama

Caraibi
- Antille Olandesi
- Aruba
- Cuba
- Curaçao
- Guyana olandese
- Haiti

## Competizioni

### Nazionali
La CCCF ha organizzato 10 edizioni del Campionato centroamericano e caraibico di calcio (CCCF Championship) dal 1941 al 1961.